# Leif Ljungholm
Leif Ljungholm, född 1945 i Falkenberg, är en svensk advokat.
Ljungholm började studera juridik vid Lunds universitet 1967 och tog juris kandidatexamen 1972. Han genomförde tingstjänstgöring vid Malmö tingsrätt 1972-1974 och har därefter varit verksam som advokat. Han har bland annat varit konkursförvaltare i flera stora konkurser.
Ljungholm var ordförande för Sveriges advokatsamfund 1996-1999. Han var ledamot av advokatsamfundets disciplinnämnd 2010 -2022 (vice ordförande sedan 2017). Ledamot av Emil Heijnes Stiftelse för rättsvetenskaplig forskning sedan 1997 och utsågs 2016 av Regeringen till ledamot av Ekobrottsmyndighetens (EBM) insynsråd. 
Han har tidigare varit styrelseledamot i Raoul Wallenberg institutet för mänskliga rättigheter (RWI) 2000-2012 och Pressens Opinionsnämnd (PON) 2011-2017. Sedan den 1 januari 2022 är han ledamot av styrelsen för Institutet för Mänskliga Rättigheter, förordnad av Regeringen. 
Ljungholm tilldelades Advokatsamfundets pris 2022 för framstående insatser inom advokatyrket och 28 januari 2023 beslutade H.M. Konungen att förläna honom Konungens medalj 8:e storleken i Serafimerordens band för betydande insatser inom svenskt rättsväsende.